# Ренуар, Рита
Рита Ренуар (фр. Rita Renoir; 19 января 1938 — 4 мая 2016) — французская актриса.

## Биография
Родилась в Париже. В начале 1960-х гг. была одной из звёзд знаменитого парижского кабаре Crazy Horse.
Впервые снялась в кино в 1953 году в фильме «Ночные компаньоны». В 1964 была приглашена Микеланджело Антониони на роль Эмилии в фильм «Красная пустыня», принёсшую актрисе всемирную известность. В следующем году состоялся её театральный дебют. В 1967 году участвовала в постановке Жан-Жак Лебеля по пьесе П. Пикассо.
В общей сложности за годы своей карьеры в кино снялась в 13 фильмах. Среди них «Фантомас против Скотланд-Ярда» (1966), «Сицилиец» (1958), «Марихуана» (1970), «Будущее в наборе» (1975) и других.

## Фильмография
- 1953: Ночные компаньоны
- 1958: Le Sicilien
- 1962: Commandant X (TV)
- 1963: Mondo di notte n. 3
- 1963: Драже с перцем
- 1964: Ni figue ni raisin (TV)
- 1964: Красная пустыня
- 1966: Chappaqua
- 1967: Фантомас против Скотланд-Ярда
- 1970: Cannabis
- 1975: Le Futur aux trousses
- 1981: Sois belle et tais-toi
- 1982: The Angel
- 1984: Lire c’est vivre: Élie Faure, Vélasquez et les Ménines (TV)